# ボク達の出会い (曲)
「ボク達の出会い」は、1976年3月1日に日本コロムビアから発売された井上純一の2枚目のシングルである。

## 概要
2022年3月時点、未CD化。

## 収録曲
両曲とも、作詞:橋本淳/作曲:森田公一/編曲:竜崎孝路
A面
1. ボク達の出会い [2:50]

B面
1. けんかのあとで [2:37]